# 陳文俊 (主席)
陳文俊，JP，生於香港，香港足球界及運輸界知名人士，前香港足球總會董事、愉園足主及香港超級聯賽球會冠忠南區主席，現任香港南區區議會委任議員，以及進智公交行政總裁。

## 生平
陳文俊生於香港，自小愛踢足球為校隊成員，在香港理工大學修讀工商管理主攻交通運輸。他亦持有美國工商管理碩士學位。1989年7月大學畢業時投身當時規模只有30多部小巴的進智公交。他認為在小公司可與不同層面的人接觸，擴闊視野。在2004年4月，他將小巴資產剝離，改透過與大股東黃文傑訂立租車合約，以純粹營運模式成功將進智公交在主板上市。 2005年4月1日獲委任為進智公交行政總裁。陳文俊也是香港專線小巴持牌人協會祕書長及發言人。他2013年獲選為南區康樂體育促進會主席。2017年獲委任為南區青年活動委員會主席。2018年獲委任為太平紳士。

## 足球事業
陳文俊在大學畢業後對足球的喜愛一直沒有斷，最初由政府推動地區足球開始於2008年擔任愉園足主後又曾成為香港足總董事才真正開始接觸足球，其後擔任南區康樂體育促進會主席帶領南區由丙組地區聯賽升班到甲組首季球會更有教練馮凱文獲選年度最佳教練，不過南區在港超聯成立的首季因主要贊助商退出而決定暫時退出頂級聯賽，在短短一季後南區與主要贊助商冠忠巴士簽下為期5年的巨額贊助合約冠名冠忠南區，他帶領冠忠南區於2016/17球以36分奪得港超聯季軍締造球會自2012年首度參加本地頂級聯賽的最佳成績。

## 馬主生涯
陳文俊自2009-2010馬季開始在香港賽馬會成為馬主，擁有名下馬匹「緣來駿駒」、「保羅威威」、「保羅承傳」、「南區寶」、「南區有」、「南區旺」、「南區之星」。